# Чарны-Бур (гмина)
Чарны-Бур (пол. Czarny Bór) — сельская гмина (волость) в Польше, входит как административная единица в Валбжихский повет, Нижнесилезское воеводство. Население 4804 человека (на 2004 год).

## Демография
| Перепись                       | Всего   | Всего | Женщины | Женщины | Мужчины | Мужчины |
| ------------------------------ | ------- | ----- | ------- | ------- | ------- | ------- |
| Единицы                        | человек | %     | человек | %       | человек | %       |
| Население                      | 4804    | 100   | 2456    | 51,1    | 2348    | 48,9    |
| Плотность населения (чел./км²) | 72,4    | 72,4  | 37      | 37      | 35,4    | 35,4    |

## Соседние гмины
1. Богушув-Горце
2. Гмина Каменна-Гура
3. Гмина Марцишув
4. Гмина Мерошув
5. Гмина Старе-Богачовице